# Boissède
Boissède település Franciaországban, Haute-Garonne megyében. Lakosainak száma 68 fő (2022. január 1.). Boissède Cadeillan, L’Isle-en-Dodon, Mirambeau, Molas és Tournan községekkel határos.

## Népesség
A település népességének változása:
| Lakosok száma | 93   | 65   | 59   | 84   | 77   | 73   | 70   | 68   | 68   | 68   |
|               | 1968 | 1982 | 1990 | 2006 | 2013 | 2015 | 2017 | 2019 | 2020 | 2022 |